# Otopeni
Otopeni ist eine Kleinstadt im rumänischen Kreis Ilfov.
Otopeni liegt einige Kilometer nördlich von Bukarest am Drum național 1 (DN1) nach Ploiești.
Die Stadt wurde besonders durch den Flughafen Bukarest Henri Coandă bekannt.
Vom 5. bis 10. Dezember 2023 fanden die Kurzbahneuropameisterschaften 2023 in Otopeni statt.
Der Ort wurde 1587 unter der Bezeichnung Hodobeni erstmals urkundlich erwähnt.

## Einzelnachweise

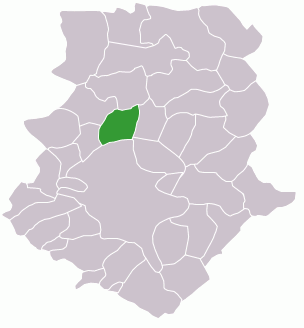
Lage von Otopeni im Kreis Ilfov

## Persönlichkeiten
- Ioana Tudoran (* 1948), Ruderin